# Ablaufsprache
Die Ablaufsprache (AS, englisch: Sequential Function Chart, SFC) ist eine der fünf in der EN 61131-3 genormten Programmiersprachen und dient zur Programmierung einer speicherprogrammierbaren Steuerung in Form eines Petri-Netzes. Unter Siemens STEP 7 ist die Ablaufsprache als S7-GRAPH bekannt.

## Funktionsweise
Eine Ablaufsteuerung ist eine Kette von Steuerungsschritten, welche durch Weiterschaltbedingungen (Transitionen) miteinander verbunden sind.
Direkt an den Schrittsymbolen werden Befehle, auch Aktionen genannt, eingebunden. Beim Erreichen eines Steuerungsschrittes mit angehängter Aktion wird ein Ausgang der Steuerung gesetzt und damit ein Aktor betätigt (z. B. Pumpe ein, Magnetventil öffnen) oder es wird ein interner Programmsprung durchgeführt.
Die Transitionen, welche sich zwischen den einzelnen Steuerungsschritten befinden, werden jeweils mit einem Eingangsbit verknüpft (Weiterschaltbedingung), das von einem Sensor auf einen Eingang der Steuerung gelangt ist (wie z. B.  Grenztaster für Füllstand, Endschalter, Lichtschranke). Ein Signalwechsel des Eingangsbits löst das Schalten der Transition aus, sodass der nachfolgende Steuerungsschritt aktiviert wird.
Der erste Steuerungsschritt besitzt normalerweise keine eigene Aktion, da dieser auch als Initialisierungsschritt gilt. Das bedeutet, dass das Programm beim ersten Betriebszyklus mit dem initialisierten Schritt startet. Jeder Steuerungsschritt ist durch eine Transition mit dem nächsten Steuerungsschritt verbunden.
```
  ╔════════╗
  ║        ║
  ║ START  ║                     Ausgangszustand
  ╚═══╤════╝
      │
     ─┼─Füllstand_gering         Weiterschaltbedingung
      │
  ┌───┴────┐  ┌───┬────────────┐
  │ füllen ├──┤ S │Pumpe       │ Steuerungsschritt mit Befehl Pumpe einschalten
  │ aktiv  │  └───┴────────────┘
  └───┬────┘
      │
     ─┼─Füllstand_hoch           Weiterschaltbedingung
      │
  ┌───┴────┐  ┌───┬────────────┐
  │ füllen ├──┤ R │Pumpe       │ Steuerungsschritt mit Befehl Pumpe ausschalten
  │ fertig │  └───┴────────────┘
  └───┬────┘
      │
      ↓
    START

```

## Vorteile
Besonders zur Fehleranalyse ist die Ablaufsteuerung gut geeignet, da der aktuelle Steuerungsschritt und die Transitionsbedingungen jederzeit visualisiert werden.

## Verbreitung
Die Ablaufsteuerung ist vor allem bei Großanlagen weit verbreitet. Trotz Normung bietet nicht jeder SPS-Hersteller die Ablaufsprache als Programmiersoftware an.